# Yakhini
Yakhini (en hebreo: יָכִינִי) es un moshav ubicado en el distrito meridional de Israel, el pueblo está ubicado en el desierto del Néguev, cerca de la ciudad de Sederot, el moshav pertenece a la jurisdicción del Concejo Regional Shaar HaNéguev. En 2021 el pueblo tenía una población de 724 habitantes.

## Historia
El moshav fue fundado en 1950 por inmigrantes judíos yemenitas, que fueron traídos a Eretz Israel durante la Operación Alfombra Mágica, cuando la mayoría de los judíos de Yemen llegaron al país. El moshav lleva el nombre de uno de los hijos de Simeón, hijo del patriarca Jacob, ya que está ubicado en un territorio que perteneció a la tribu de Simeón en los tiempos bíblicos (Números 26:12). Yakhini se fundó sobre el terreno de la aldea despoblada palestina de Al-Muharraqa. El moshav Yakhini alberga a estudiantes del cercano colegio Sapir. El 7 de octubre de 2023, el moshav Yakhini fue atacado por combatientes palestinos procedentes de la Franja de Gaza.